# فرودگاه استرلا
فرودگاه استرلا (به انگلیسی: Estrella Sailport) یک فرودگاه همگانی بهره‌برداری هوایی است که یک باند فرود آسفالت دارد و طول باند آن ۷۶۸ متر است. این فرودگاه در کشور ایالات متحده آمریکا قرار دارد و در ارتفاع ۳۸۸ متری از سطح دریا واقع شده است.